# Мехмет Акіф Ерсой
Мехмет Акіф Ерсой (20 грудня 1873 — 27 грудня 1936) — албанський поет, письменник, академік, член парламенту, а також автор національного гімну Туреччини. Його вважають одним із провідних літераторів свого часу. Відомий завдяки своєму володінню турецькою мовою, а також патріотизмові й ролі в турецькій війні за незалежність.
Обрамлена версія національного гімну, що належить Ерсою, зазвичай висить над класною дошкою в аудиторії кожної громадської, а також більшості приватних шкіл по всій Туреччині, поряд з турецьким прапором, фотографією батька-засновника країни Ататюрка, та копією знаменитої промови Ататюрка, зверненої до молоді країни.
Нині на його честь названий університет в Бурдурі. Портрет Ерсоя був зображений на реверсі турецької банкноти номіналом 100 лір від 1983 до 1989 року.

## Біографія

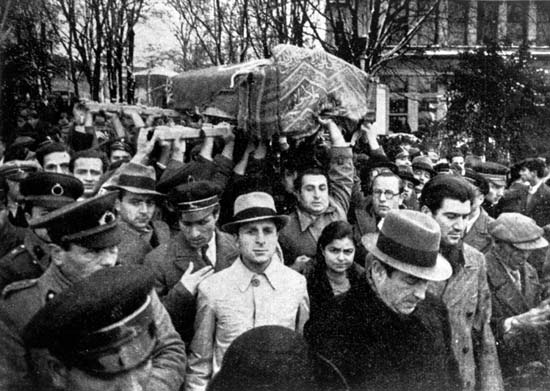
Похорон Мехмета Акіфа Ерсоя, 28 грудня 1936

Ерсой народився під іменем Мехмет Акіф у Стамбулі (Османська імперія) в 1873 році в родині Іпеклі Тагіра Ефенді (1826—1888), вчителя мадресе Фатіх албанського походження. Його матір Емін Шеріф Ганім була змішаного узбецько-турецького походження. В часи народження Ерсоя головні інституції Османської Імперії перебували в стані остаточного занепаду, постійно відбувались політичні кризи й зміни керівництва. Коли він вже завершував своє навчання у Fatih Merkez Rüştiyesi, смерть батька і вогонь, який зруйнував його будинок, змусили Ерсоя перервати свою освіту і почати працювати, щоб підтримати сім'ю. Прагнучи розпочати професійну кар'єру якнайскоріше, вступив до Mülkiye Baytar Mektebi (ветеринарна школа) і закінчив її з відзнакою 1893 року.
Того ж року Мехмет Акіф Ерсой приєднався до цивільної служби і проводив дослідження заразних хвороб у різних місцях в Анатолії. Під час цих відряджень проявляв свою зацікавленість релігією читаючи проповіді в мечетях. Також намагався дати освіту людям і підвищити їх обізнаність. Поряд з іншими літераторами Recaizade Mahmut Ekrem, Abdülhak Hamit Tarhan і Cenap Şahabettin, яких він зустрів у 1913 році, працював у друкарському відділенні Müdafaa-я Milliye Heyeti. Незабаром він кинув офіційну службу й інші позиції, й почав писати вірші та статті для часопису Sirat-ı Müstakim.
Під час розпаду Османської імперії Мехмет Акіф Ерсой був гарячим патріотом. Він зробив важливий внесок у боротьбу за проголошення Турецької Республіки і виступав з патріотичними промовами в багатьох мечетях Анатолії. 19 листопада 1920 року, під час знаменитої промови яку він просив у мечеті Насрулла в місті Кастамону, Ерсой засудив Севрський мирний договір і закликав людей застосовувати їхню віру і зброю, щоб боротися проти західних колонізаторів. Коли часопис Sebilürreşat, який тоді працював у Анкарі, опублікував цю промову, вона поширилась по всій країні і навіть стала брошурою, яку поширювали серед турецьких солдатів.

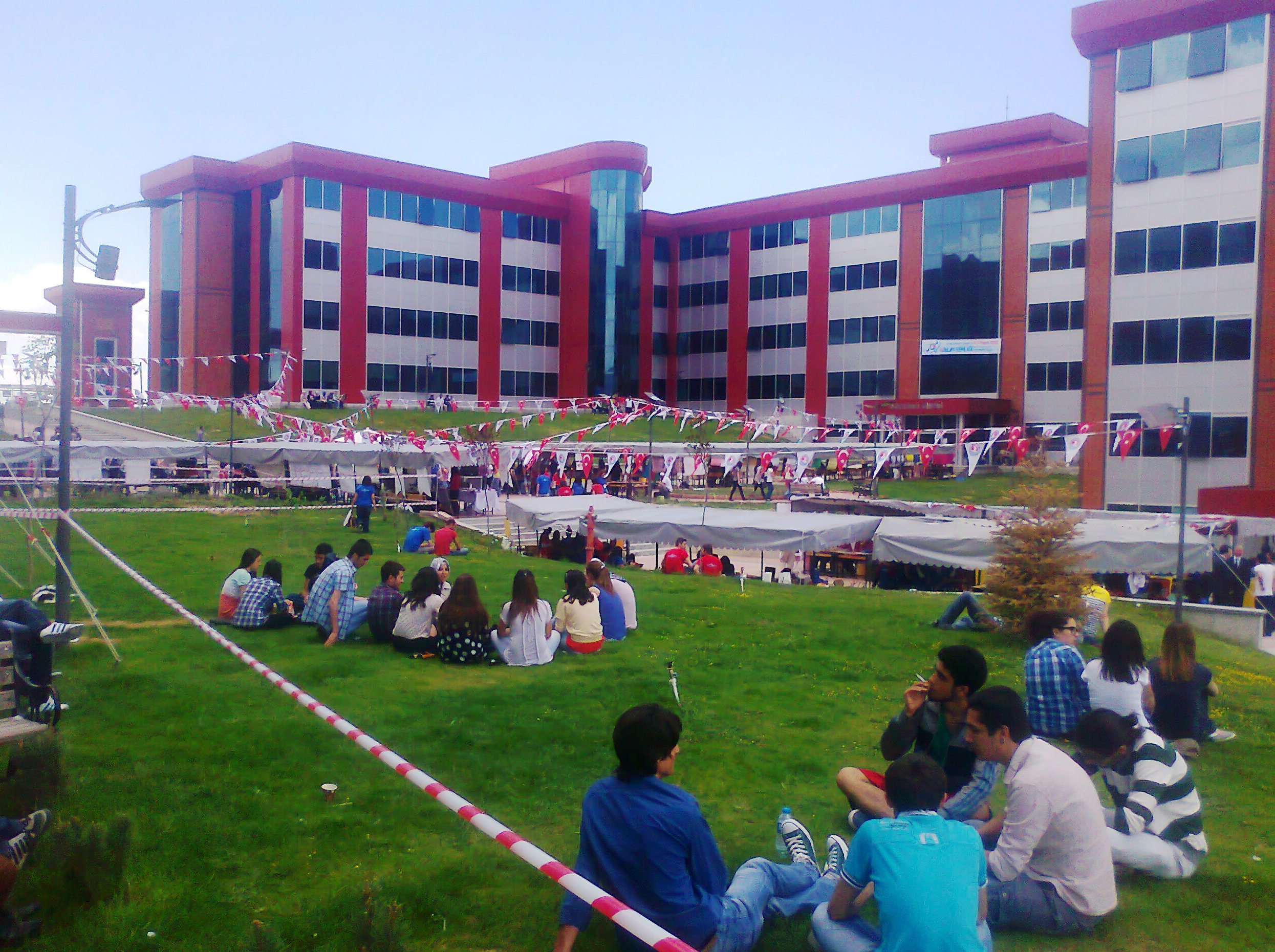
Університет Мехмета Акіфа Ерсоя

Мехмет Акіф Ерсой здобув собі значне місце в історії Турецької Республіки як композитор лірики для турецького національного гімну. На своєму засіданні 12 березня 1921 року Великі національні збори Туреччини офіційно призначили цей його витвір з десяти чотиривіршів як текст національного гімну.
Під час республіканського періоду викладав історію та літературу в різних університетах.
1925 року переїхав до Каїра і впродовж 11-ти років викладав там турецьку мову в університеті. Під час візиту до Лівану захворів на малярію і повернувся до Туреччини незадовго до своєї смерті в 1936 році.
Був похований на Edirnekapı Martyr's Cemetery в Стамбулі й став першою людиною в історії Турецької Республіки, на чиїх похоронах виконували гімн.

## Праці

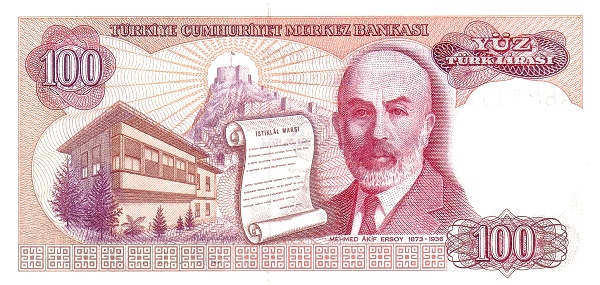
Реверс банкноти номіналом 100 лір (1983-1989)

Мехмет Акіф Ерсой мав широкі знання в царині традиційної східної літератури. Крім того, під час навчання у ветеринарній школі він захоплювався читанням творів таких авторів як: Віктор Гюго, Альфонс де Ламартін, Еміль Золя та Жан-Жак Руссо.
Найвідомішою його роботою є збірка із 44 віршів різної довжини під назвою Сафахат, яка вийшла 1911 року. Найбільш ранній вірш у ній датований 1904 роком. Але це неможливо перевірити і, крім того, досить ймовірно, що поет складав вірші раніше від цієї дати, оскільки тоді йому вже було 32 роки.